# 冬季オリンピック国際競技連盟連合
冬季オリンピック国際競技連盟連合（とうきオリンピックこくさいきょうぎれんめいれんごう、英語: Association of International Olympic Winter Sports Federations、略称 : AIOWF）は国際オリンピック委員会 (IOC) によって承認されたスポーツ団体である。別名オリンピック冬季大会競技団体連合（オリンピックとうききょうぎだんたいれんごう）。

## 概要
冬季オリンピックにおいて実施される競技を統括する国際競技連盟 (IF) が加盟している連合体である。公開競技のみの競技のIFは加入できなかった。加盟している全IFは国際競技連盟連合 (GAISF) にも加盟しているが、GAISF評議員の9名中2名の任命枠を持っている。英語の団体名称の単語の順序は夏季オリンピック国際競技連盟連合 (Association of Summer Olympic International Federations) と異なっている。

## 加盟団体一覧
2020年7月17日現在。
- 国際バイアスロン連合 (IBU) - バイアスロン
- 国際ボブスレー・スケルトン連盟 (IBSF) - ボブスレー、スケルトン
- 世界カーリング連盟 (WCF) - カーリング
- 国際アイスホッケー連盟 (IIHF) - アイスホッケー
- 国際リュージュ連盟 (FIL) - リュージュ
- 国際スケート連盟 (ISU) - フィギュアスケート、ショートトラックスピードスケート、スピードスケート.
- 国際スキー連盟 (FIS) - アルペンスキー、クロスカントリースキー、フリースタイルスキー、ノルディック複合、スキージャンプ、スノーボード